# Gymnosporangium biseptatum
Gymnosporangium biseptatum är en svampart som beskrevs av Ellis 1874. Gymnosporangium biseptatum ingår i släktet Gymnosporangium och familjen Pucciniaceae.   Inga underarter finns listade i Catalogue of Life.